# Omolabus westerduijni
Omolabus westerduijni es una especie de coleóptero de la familia Attelabidae.

## Distribución geográfica
Habita en Perú.